# Lacul Kivu
Lake Kivu este unul din Marile Lacuri Africane. Se găsește la granița dintre Republica Democratică Congo și  Rwanda, fiind parte a Riftul Albertin, ce se găsește în partea vestică a Riftului Africii de Est. 
Lacul Kivu se varsă în Râul Ruzizi, care, apoi, se varsă în Lacul Tanganyika.
În 1894, exploratorul și ofițerul german Gustav Adolf von Götzen a fost primul european, care a descoperit această masivă întindere de apă.
În trecut, Lacul Kivu se vărsa spre nord, fiind afluent al Nilului Alb. Într-un interval situat între 13.000 și 9.000 de ani în urmă, activitatea vulcanică a blocat scurgerea Lacului Kivu către bazinul Nilului.
Acea activitate vulcanică a rezultat în producerea unui relief montan, care a inclus și lanțul viitorilor Munți Virunga, lanț montan care se interpune între Lacul Kivu și Lacul Edward, aflat la nord. Ca atare, scurgerea Lacului Kivu a fost redirecționată forțat spre sud, înspre râul Ruzizi. Această modificare de curgere, realizată natural prin modificarea cumpenei apelor locale, a ridicat nivelul Lacului Tanganyika, care, de atunci, se varsă în  Râul Lukuga.

## Geografie

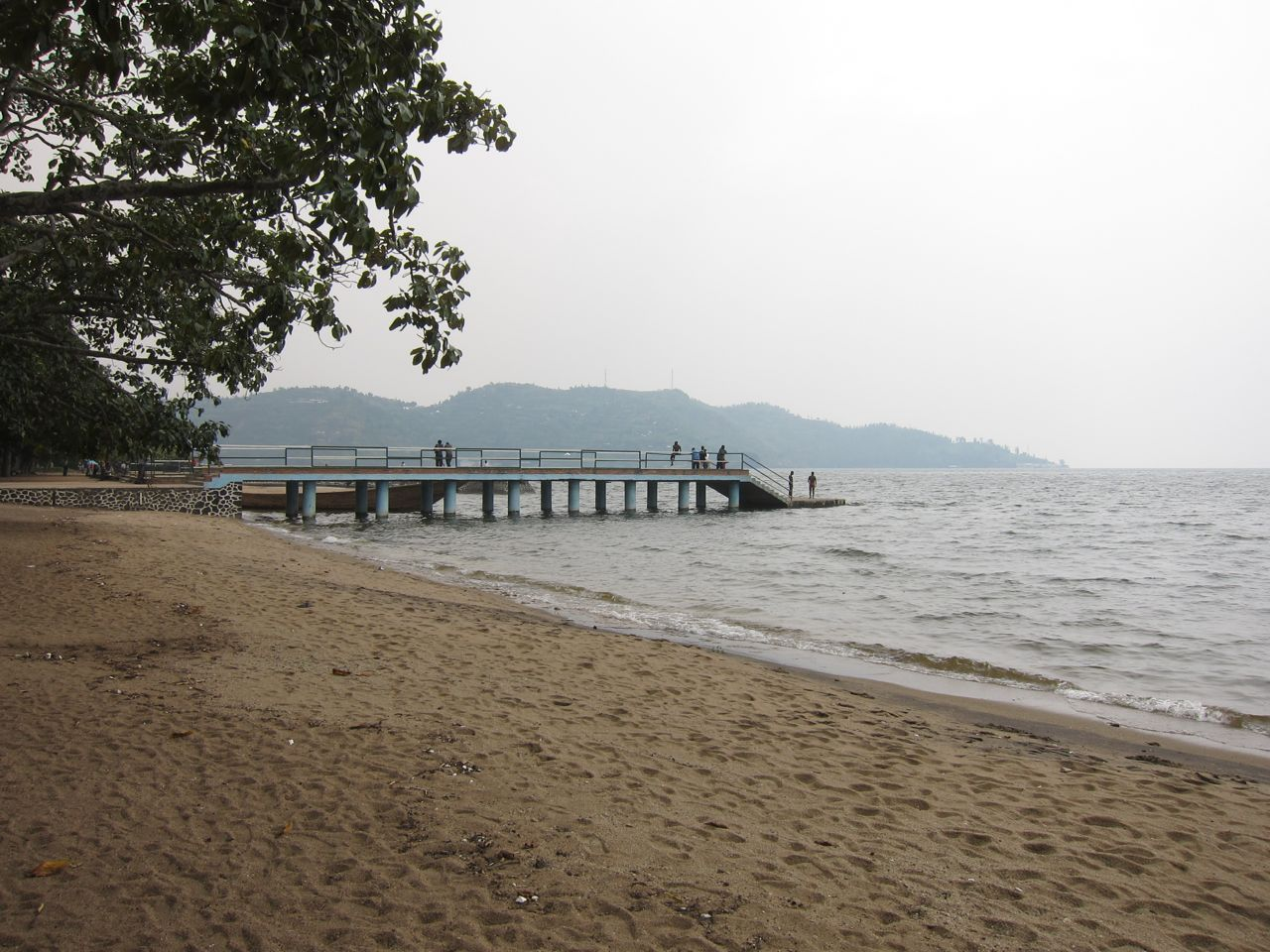
O parte a țărmului Lacului Kivu la Gisenyi, Rwanda

Lake Kivu are aproximativ următoarele dimensiuni, 42 de km lungime și 50 de km lățime, în porțiunea sa cea mai extinsă.
Forma sa extrem de neregulată face ca măsurarea precisă a suprafeței sale să constituie o problemă dificilă. Oricum, estimarea cea mai bună a valorii suprafeței sale o situează în jur de 2.700 km2, ceea ce face ca Lacul Kivu să fie lacul aflat pe poziția a opta ca suprafață din Africa.
Altitudinea la care se găsește suprafața lacului este de 1.460 de metri deasupra nivelului mării. Erupțiile limnice, ale acestui lac, sunt estimate a avea probabilitatea de a avea loc la circa un mileniu depărtare temporală una de alta. Adâncimea maximă a lacului este de 475 de metri, dar cea mediană este de 220 de metri, făcând din acești parametri ca Lacul Kivu să se situeze pe locul 20 în lume, pe lista celor mai adânci lacuri, respectiv pe locul al 13-a după calcularea mediană a adâncimii sale.

## Chimie
Lake Kivu este un lac de apă dulce și, alături de lacurile Nyos și Monoun, ambele din Camerun, este un lac cunoscut de a avea erupții limnice (care se întâmplă în apele stătătoare, în care amestecarea straturilor de apă de adâncime degajă bioxid de carbon). În jurul lacului, geologii  au descoperit evidențe clare de masive extincții ale vieții, care s-au succedat aproximativ din mileniu în mileniu, cel mai probabil cauzate de evenimentele de scurgere externă a gazelor acumulate. 

## Extragerea metanului

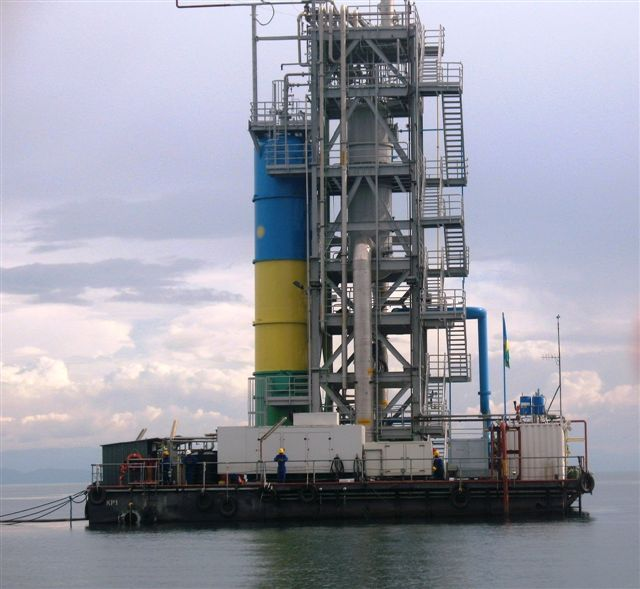
Platformă de extragere a metanului, Gisenyi, Rwanda.

S-a descoperit, relativ recent, că Lacul Kivu ar conține (datorită chimiei specifice a laculi Kivu) circa 55 de miliarde de metri cubi de biogaz dizolvat la o adâncime de circa 300 de metri. Până în 2004, exploatarea acestui gaz s-a realizat doar la o scarâ mică, iar gazul a fost folosit la rularea apei calde necesare funcționării unei berării, din localitatea Gisenyi, numită Bralirwa. Din punct de vedere al exploatării la scală largă, guvernul Rwandei a pornit tratative cu diverse companii, pentru a exploata metan din lac.

## Galerie

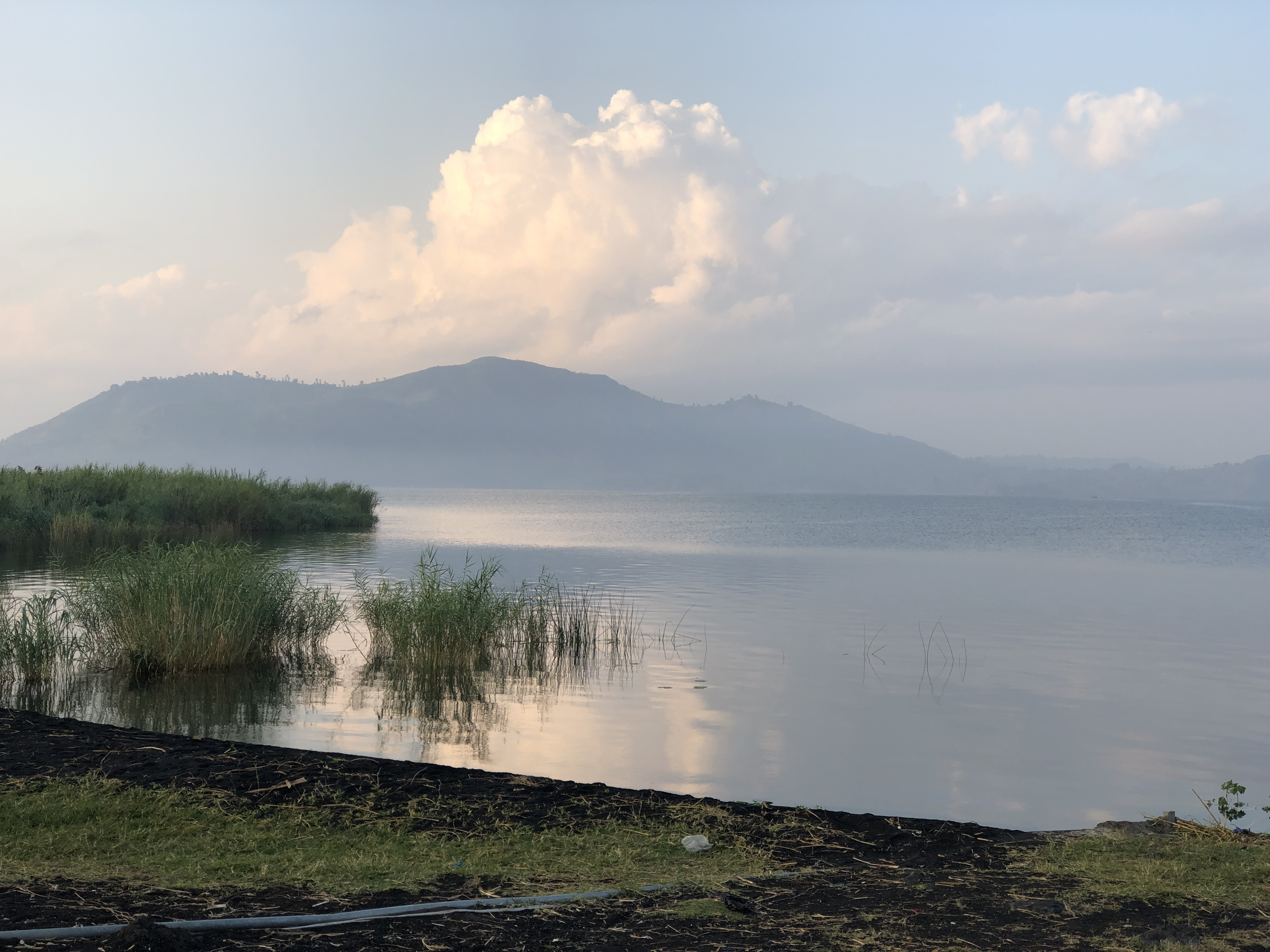
Lacul Kivu, vâzut dinspre Sake, Goma, R. D. Congo
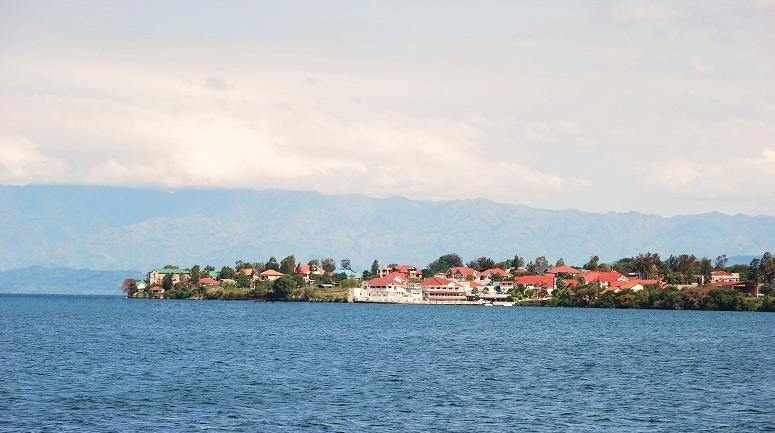
Lacul Kivu cu localitatea Goma, în fundal
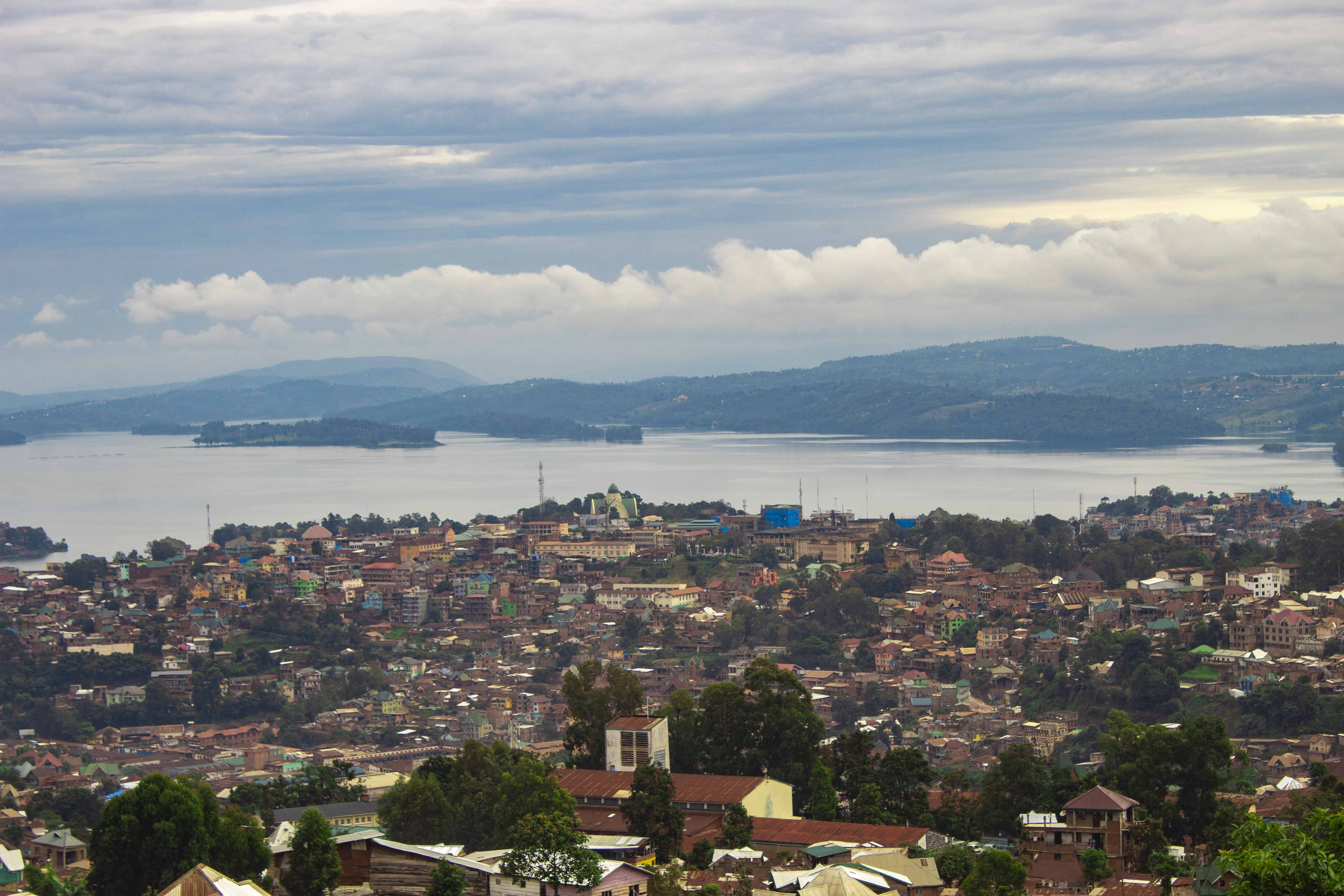
Lacul Kivu separând Bukavu (în prim plan) și Cyangugu (în fundal), fotografiate dinspre Tumbimbi